# Michael Scarola
Michael Scarola (conocido como Mike Scarola; Halifax, 26 de enero de 1976) es un deportista canadiense que compitió en piragüismo en las modalidades de aguas tranquilas y maratón.
Ganó una medalla de bronce en el Campeonato Mundial de Piragüismo de 2002, en la prueba de C2 1000 m. En la modalidad de maratón, obtuvo una medalla de plata en el Campeonato Mundial de 2000.
Participó en los Juegos Olímpicos de Atenas 2004, ocupando el sexto lugar en la prueba de C2 1000 m.

## Palmarés internacional

### Piragüismo en aguas tranquilas
| Campeonato Mundial | Campeonato Mundial | Campeonato Mundial | Campeonato Mundial |
| Año                | Lugar              | Medalla            | Competición        |
| ------------------ | ------------------ | ------------------ | ------------------ |
| 2002               | Sevilla (España)   | Medalla de bronce  | C2 1000 m          |

### Piragüismo en maratón
| Campeonato Mundial | Campeonato Mundial | Campeonato Mundial | Campeonato Mundial |
| Año                | Lugar              | Medalla            | Competición        |
| ------------------ | ------------------ | ------------------ | ------------------ |
| 2000               | Dartmouth (Canadá) | Medalla de plata   | C2                 |